# Jonas Vingegaard
Jonas Vingegaard Rasmussen (Hillerslev, 1996. december 10. –) dán profi kerékpárversenyző, jelenleg a Team Jumbo–Visma csapatában teker. A 2022-es és a 2023-as Tour de France győztese.

## Pályafutása
Vingegaard 2016-ban kezdte profi karrierjét, ekkor szerződött a Team ColoQuick csapatához. A kerékpározásból az itt eltöltött két éve alatt nem tudott megélni, így egy halfeldolgozó üzemben vállalt munkát Dánia északi részén. 2018-ban egy edzőtáborban új rekordot állított fel a Coll de Rates emelkedőjén, erre figyelt fel a Team Jumbo–Visma, és szerződtette le őt a következő évre. Alkata miatt nehezen szokta meg a főmezőnyt, de a lengyel körversenyen sikerült megszereznie első szakaszgyőzelmét, ami rengeteg önbizalmat adott neki. Az utolsó szakaszra az összetett vezetőjeként érkezett, de az utolsó hegyen sikerült leszakítaniuk az esélyeseknek, így visszaesett a 26. helyre.

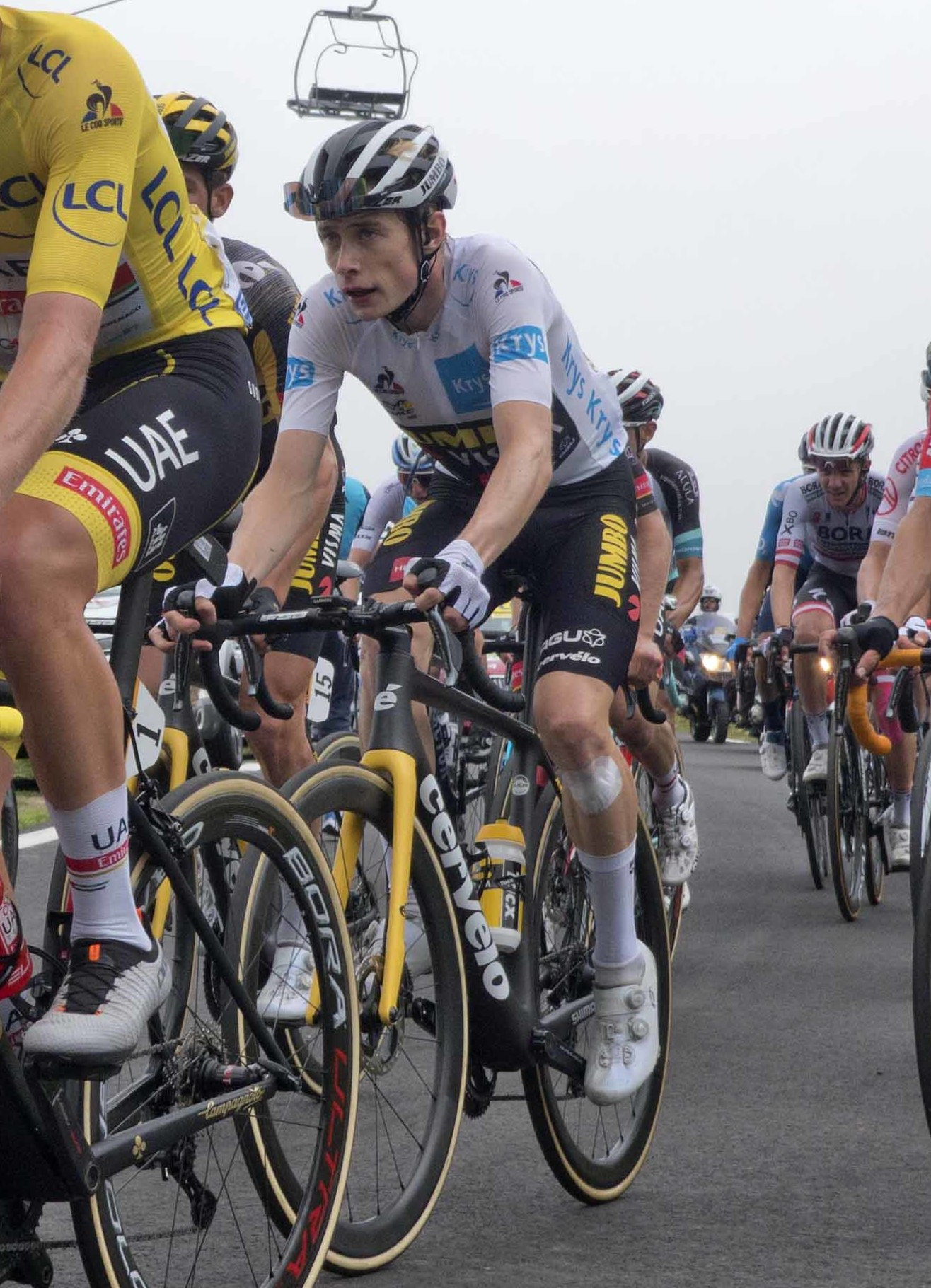
Vingegaard a fehér trikót viselve a 2021-es Tour de France-on

Első háromhetes körversenyére a 2020-as Vueltán került sor, ahol Primož Roglič segítőjeként vett részt. A 2021-es évre megszilárdult ez a szerepe a csapatban, és részt vett a baszk körversenyen is, ahol Roglič mögött a második lett, és az összesítésben a legjobb fiatal versenyző lett. A 2021-es Tour de France-ra is hasonló szerepkörben érkezett, azonban miután kapitánya, Roglič, egy bukás miatt kiszállni kényszerült a nyolcadik szakasz után, Vingegaard lett az új kapitány, mivel ő állt a legjobban az összetettben. A feladattal finoman szólva is képes volt megbirkózni, mind az Alpokban, mind a Pireneusokban képes volt Tadej Pogačarral és Richard Carapazzal tartani a tempót, ennek köszönhetően pedig az utolsó előtti szakaszig a második helyen állt hat másodperccel az ecuadori előtt. Az időfutamon azonban még Pogačart is sikerült legyőznie, ezzel pedig bebiztosította második helyét az összetettben.
A 2022-es évét a Tirreno–Adriaticón kezdte, ahol második lett, majd a baszk körversenyen lett hatodik. A 2022-es Critérium du Dauphinén Roglič mögött a második lett az összetettben, miután az utolsó szakaszt sikerült megnyernie.
2022-ben és 2023-ban megnyerte a Tour de France-t. 
2024. április 4-én a baszk körversenyen balesetet szenvedett, eltört a kulcscsontja és több bordája. A 2024-es Tour de France-on második lett Tadej Pogačar mögött.

## Eredményei
| Grand Tour eredményei        |      |      |      |      |      |      |
| Grand Tour                   | 2019 | 2020 | 2021 | 2022 | 2023 | 2024 |
| Giro d’Italia                | –    | –    | –    | –    | –    | –    |
| Tour de France               | –    | –    | 2.   | 1.   | 1.   | 2.   |
| Vuelta a España              | 46.  | –    | –    | -    | 2.   |      |
| Egyhetesek                   |      |      |      |      |      |      |
| Verseny                      | 2019 | 2020 | 2021 | 2022 |      |      |
| Párizs–Nizza                 | –    | –    | –    | –    |      |      |
| Tirreno–Adriatico            | –    | –    | –    | 2.   |      |      |
| Katalán körverseny           | –    | ×    | –    | –    |      |      |
| Baszk körverseny             | 32.  | ×    | 2.   | 6.   |      |      |
| Tour de Romandie             | 72.  | ×    | –    | –    |      |      |
| Critérium du Dauphiné Libéré | –    | –    | 51.  | 2.   |      |      |
| Tour de Suisse               | –    | ×    | –    | –    |      |      |